# Alhandra (Paraíba)
Alhandra is een gemeente in de Braziliaanse deelstaat Paraíba. De gemeente telt 18.941 inwoners (schatting 2009).